# Kitiara Uth Matar
Kitiara Uth Matar è un personaggio di fantasia creato da Margaret Weis e Tracy Hickman e comparso per la prima volta nella saga Le Cronache di Dragonlance.
Affascinante e seducente, Kitiara appare sempre nel tentativo di ingannare qualcuno (quale uomo, di solito) con il suo fascino quasi soprannaturale, per poi abbandonarlo con il cuore in frantumi. La sua personalità è contorta e difficile da interpretare, ma una cosa è certa: il coraggio non le manca, come pure la brama di ricchezze e di potere, e la sua assoluta mancanza di scrupoli la rende l'ufficiale ideale per l'Esercito dei Draghi di Lord Ariakas. Un unico punto debole esiste nella corazza di Kitiara: Tanis Mezzelfo.

## Giovinezza
La Signora dei Draghi Kitiara è figlia di Gregor Uth Matar, Cavaliere di Solamnia decaduto, e quindi sorellastra dei gemelli Caramon e Raistlin Majere. La sua educazione fanciullesca alle armi si deve al padre, per il quale la bambina prova un amore ed una ammirazione viscerali. Abbandonata da lui con la madre Rosamun in tenera età, ella cercherà per molto tempo le sue tracce in giro per il continente di Ansalon.
A causa delle gravi condizioni di salute della madre, cresce quasi da sola i figli avuti da quest'ultima dopo il suo secondo matrimonio: praticamente con la sua sola forza di volontà riesce a salvare Raistlin dalla morte dopo il parto, curandolo con un impegno ed una caparbietà per la quale il fratellastro spesso la maledirà durante le sue lunghe notti febbricitanti. È sempre merito di Kitiara, però, se Raistlin viene a contatto alla tenera età di sei anni con l'Arcimago Antimodes, che lo indirizzerà verso lo studio della magia. La giovane guerriera, infatti, non aveva tardato ad accorgersi che l'educazione marziale, l'unica che essa conoscesse, era davvero poco adatta al suo fragile fratellastro, e la magia le era sembrata una valida alternativa perché Raistlin imparasse a difendersi anche dopo la sua dipartita, che Kit giudicava imminente.
Durante il suo girovagare per il mondo, Kitiara ha modo di frequentare le peggiori compagnie e di procacciarsi il favore degli alti ufficiali con il solo mezzo che conosca. L'incontro con Tanis Mezzelfo pare in grado di farle mettere radici in un punto per un tempo abbastanza lungo, ma la natura contemplativa di questi finisce presto con l'esasperare Kitiara, molto più pratica e materiale, ed essi finiscono per lasciarsi in malo modo: sarà questa rottura a spingere Kit, per pura ripicca nei confronti del mezzelfo, a sedurre il giovane Sturm Brightblade, ma il suo gesto le costerà caro perché, dopo quest'ultima umiliazione inflitta al suo vecchio amico, ella si troverà incinta di Steel e sarà costretta a mancare a lungo dalla battaglia per riprendersi dal difficile parto.

## La Guerra delle Lance
La Guerra delle Lance vede Kitiara schierata, naturalmente, dalla parte dell'esercito di Takhisis, agli ordini del Generale Ariakas, che però sogna segretamente di usurpare. Gran parte del suo potere, comunque, deriva dalla sorta di strana amicizia che la Signora delle Tenebre ha stretto con Lord Soth: il Cavaliere della Morte, infatti, è rimasto in qualche modo impressionato dal coraggio della guerriera, e l'ha premiata permettendole di stabilire il proprio quartier generale nella sua spettrale reggia di Dargaard Keep.
Durante tutto il terzo libro delle Cronache, Kitiara avrà un ruolo di primaria importanza: sarà infatti lei a uccidere Sturm Brightblade sulle mura della Torre del Sommo Chierico, dopodiché si servirà delle informazioni carpite a Tanis durante quattro giorni di passione per attirare in trappola la giovane Laurana, tradita dal suo stesso amore. Raggiunta da Tanis, che è risoluto a salvare la donna elfica con ogni mezzo, Kit si serve di lui un'ultima volta per raggiungere l'obiettivo che più le sta a cuore: la Corona del Potere di Ariakas, che dà al suo possessore la facoltà di governare su tutti gli Eserciti dei Draghi. Kitiara perde però Tanis Mezzelfo che la rifiuta a favore del suo vero amore, Laurana. Kitiara si ritira dunque nella fortezza del suo spettrale compagno e si dedica a riorganizzare le forze, come Generale degli Eserciti della Regina Oscura.

## La lotta con Takhisis
Kitiara è forse una delle prime persone su Krynn a venire a conoscenza dei piani di Raistlin per la conquista di un posto fra gli dei, ma le sue reazioni a questa notizia sono controverse. Dapprima ella tenta di ostacolare il folle piano del fratellastro mandando Lord Soth a occuparsi di Crysania, ma questo attacco fallisce per l'intercessione di Paladine, che trasporta l'anima della sua diletta in un limbo sicuro in attesa di essere richiamata sulla terra. Nel lasso di tempo che Raistlin passa nell'Abisso, però, Kitiara giunge a considerare fattibile l'ambizione del fratellastro, e spalleggiata da Lord Soth si prepara a radere al suolo Palanthas per dargli una favorevole accoglienza quando varcherà il Portale da vincitore.
In realtà, Kitiara non sa di essere stata ingannata da Lord Soth stesso, che ha contattato Dalamar (l'ultimo amante di Kit) ed ordito i suoi piani in modo che la coraggiosa guerriera rimanga uccisa durante l'attacco alla Torre: infiammato da una passione ultraterrena per Kitiara, infatti, Lord Soth vuole farne la sua sposa immortale, e per fare ciò deve attendere la sua morte e rubarle l'anima. Il piano di Soth va a buon fine (anche se in Ravenloft si scoprirà poi che Kitiara è riuscita a sfuggire a quest'orrido fato): la guerriera viene infatti uccisa da un incantesimo di Dalamar, e sino all'ultimo respiro invoca l'aiuto di Tanis perché la salvi dall'orribile destino che l'attende. Ma è tutto inutile: Lord Soth arriva infatti alla Torre, implacabile, e prende con sé le spoglie mortali della guerriera, per portarla nella sua reggia infernale e farne la sua eterna sposa.
|       |       |             |             |             |             |             |             |       |       | Gilon Majere | Gilon Majere | Gilon Majere | Gilon Majere | Gilon Majere | Gilon Majere |      |      | Rosamun  | Rosamun  | Rosamun  | Rosamun  | Rosamun  | Rosamun  |        |        | Gregor Uth Matar | Gregor Uth Matar | Gregor Uth Matar | Gregor Uth Matar | Gregor Uth Matar | Gregor Uth Matar |                   |                   |                   |                   |                   |                   |                   |                   |                   |                   |                   |                   |                   |                   |
|       |       |             |             |             |             |             |             |       |       | Gilon Majere | Gilon Majere | Gilon Majere | Gilon Majere | Gilon Majere | Gilon Majere |      |      | Rosamun  | Rosamun  | Rosamun  | Rosamun  | Rosamun  | Rosamun  |        |        | Gregor Uth Matar | Gregor Uth Matar | Gregor Uth Matar | Gregor Uth Matar | Gregor Uth Matar | Gregor Uth Matar |                   |                   |                   |                   |                   |                   |                   |                   |                   |                   |                   |                   |                   |                   |
|       |       |             |             |             |             |             |             |       |       |              |              |              |              |              |              |      |      |          |          |          |          |          |          |        |        |                  |                  |                  |                  |                  |                  |                   |                   |                   |                   |                   |                   |                   |                   |                   |                   |                   |                   |                   |                   |
|       |       |             |             |             |             |             |             |       |       |              |              |              |              |              |              |      |      |          |          |          |          |          |          |        |        |                  |                  |                  |                  |                  |                  |                   |                   |                   |                   |                   |                   |                   |                   |                   |                   |                   |                   |                   |                   |
|       |       | Tika Waylan | Tika Waylan | Tika Waylan | Tika Waylan | Tika Waylan | Tika Waylan |       |       | Caramon      | Caramon      | Caramon      | Caramon      | Caramon      | Caramon      |      |      | Raistlin | Raistlin | Raistlin | Raistlin | Raistlin | Raistlin |        |        |                  |                  |                  |                  |                  |                  | Kitiara Uth Matar | Kitiara Uth Matar | Kitiara Uth Matar | Kitiara Uth Matar | Kitiara Uth Matar | Kitiara Uth Matar |                   |                   | Sturm Brightblade | Sturm Brightblade | Sturm Brightblade | Sturm Brightblade | Sturm Brightblade | Sturm Brightblade |
|       |       | Tika Waylan | Tika Waylan | Tika Waylan | Tika Waylan | Tika Waylan | Tika Waylan |       |       | Caramon      | Caramon      | Caramon      | Caramon      | Caramon      | Caramon      |      |      | Raistlin | Raistlin | Raistlin | Raistlin | Raistlin | Raistlin |        |        |                  |                  |                  |                  |                  |                  | Kitiara Uth Matar | Kitiara Uth Matar | Kitiara Uth Matar | Kitiara Uth Matar | Kitiara Uth Matar | Kitiara Uth Matar |                   |                   | Sturm Brightblade | Sturm Brightblade | Sturm Brightblade | Sturm Brightblade | Sturm Brightblade | Sturm Brightblade |
|       |       |             |             |             |             |             |             |       |       |              |              |              |              |              |              |      |      |          |          |          |          |          |          |        |        |                  |                  |                  |                  |                  |                  |                   |                   |                   |                   |                   |                   |                   |                   |                   |                   |                   |                   |                   |                   |
|       |       |             |             |             |             |             |             |       |       |              |              |              |              |              |              |      |      |          |          |          |          |          |          |        |        |                  |                  |                  |                  |                  |                  |                   |                   |                   |                   |                   |                   |                   |                   |                   |                   |                   |                   |                   |                   |
| Tanin | Tanin | Tanin       | Tanin       | Tanin       | Tanin       |             |             |       |       | Palin        | Palin        | Palin        | Palin        | Palin        | Palin        |      |      | Usha     | Usha     | Usha     | Usha     | Usha     | Usha     |        |        | Laura            | Laura            | Laura            | Laura            | Laura            | Laura            |                   |                   | Steel Brightblade | Steel Brightblade | Steel Brightblade | Steel Brightblade | Steel Brightblade | Steel Brightblade |                   |                   |                   |                   |                   |                   |
| Tanin | Tanin | Tanin       | Tanin       | Tanin       | Tanin       |             |             |       |       | Palin        | Palin        | Palin        | Palin        | Palin        | Palin        |      |      | Usha     | Usha     | Usha     | Usha     | Usha     | Usha     |        |        | Laura            | Laura            | Laura            | Laura            | Laura            | Laura            |                   |                   | Steel Brightblade | Steel Brightblade | Steel Brightblade | Steel Brightblade | Steel Brightblade | Steel Brightblade |                   |                   |                   |                   |                   |                   |
|       |       |             |             |             |             |             |             |       |       |              |              |              |              |              |              |      |      |          |          |          |          |          |          |        |        |                  |                  |                  |                  |                  |                  |                   |                   |                   |                   |                   |                   |                   |                   |                   |                   |                   |                   |                   |                   |
|       |       |             |             |             |             |             |             |       |       |              |              |              |              |              |              |      |      |          |          |          |          |          |          |        |        |                  |                  |                  |                  |                  |                  |                   |                   |                   |                   |                   |                   |                   |                   |                   |                   |                   |                   |                   |                   |
|       |       |             |             | Sturm       | Sturm       | Sturm       | Sturm       | Sturm | Sturm |              |              | Ulin         | Ulin         | Ulin         | Ulin         | Ulin | Ulin |          |          | Linsha   | Linsha   | Linsha   | Linsha   | Linsha | Linsha |                  |                  |                  |                  | Dezra            | Dezra            | Dezra             | Dezra             | Dezra             | Dezra             |                   |                   |                   |                   |                   |                   |                   |                   |                   |                   |